# Минори
Минори (на италиански: Minori) е град и община в Южна Италия.

## География
Минори е малък морски курортен град в област (регион) Кампания на провинция Салерно. Разположен е на северния бряг на Салернския залив. Той е град от Амалфийското крайбрежие. На около 17 км в източна посока се намира провинциалния център Салерно. На около 50 км на северозапад е град Неапол. Непосредствено след Минори в западна посока е друго живописено курортно градче Атрани. На изток веднага след Минори е град Равело, също морски курорт. Население 2853 жители към 1 януари 2009 г.

## Икономика
Главен отрасъл в икономиката на Минори е морският туризъм.